# Kocaözü, Hekimhan
Kocaözü là một thị trấn thuộc huyện Hekimhan, tỉnh Malatya, Thổ Nhĩ Kỳ. Dân số thời điểm năm 2011 là 1.986 người.